# Amalie von Hirschberg
Amalie von Hirschberg († 23. Mai 1564) war von 1549 bis 1564 die letzte Äbtissin des Klosters Hof.
Amalie stammte aus der ritteradeligen Familie von Hirschberg. Das Kloster der Klarissen in Hof hatte zwar die Reformation überdauert, aber zunehmend an Bedeutung verloren. Amalie von Hirschberg folgte der 1549 gestorbenen Äbtissin Veronika von Dölau nach. Während der Belagerung der Stadt Hof 1553 im Zweiten Markgrafenkrieg flüchteten die Klosterschwestern nach Eger, heute Cheb. Als Amalie selbst schließlich 1564 starb, fielen Protestanten in das Kloster ein und verwüsteten das Inventar, die Kirche samt dem Archiv und selbst die Grüfte wurden geplündert. Markgraf Georg Friedrich säkularisierte das Kloster und verwendete die Einkünfte für Stiftungen und Stipendien. Die Klostergebäude erfuhren seitdem höchst unterschiedliche Nutzungen.